# Punganur
Punganur là một thị xã và là một nagar panchayat của huyện Chittoor thuộc bang Andhra Pradesh, Ấn Độ.

## Nhân khẩu
Theo điều tra dân số năm 2001 của Ấn Độ, Punganur có dân số 44.320 người. Phái nam chiếm 50% tổng số dân và phái nữ chiếm 50%. Punganur có tỷ lệ 64% biết đọc biết viết, cao hơn tỷ lệ trung bình toàn quốc là 59,5%: tỷ lệ cho phái nam là 71%, và tỷ lệ cho phái nữ là 56%. Tại Punganur, 12% dân số nhỏ hơn 6 tuổi.